# Бокоба
Бокоба́ (исп. Bokobá) — посёлок в Мексике, штат Юкатан, входит в состав одноимённого муниципалитета и является его административным центром. Численность населения, по данным переписи 2010 года, составила 2052 человека.

## Общие сведения
Название Bokobá с юкатекского языка можно перевести как бурлящая вода.
Поселение было основано в доиспанский период и подчинялось майяскому вождю Сех-Печу.
Первое письменное упоминание относится к 1700 году, когда дон Эстебан Перес Монтьель упомянул о 481 местном жителе.